# Marcin Budziński
Marcin Budziński (Giżycko, 6 luglio 1990) è un calciatore polacco, centrocampista del Sandecja Nowy Sącz.

## Carriera

### Club
Debutta con l'Arka Gdynia il 13 settembre 2008 nella sconfitta fuori casa per 2-0 contro il Legia Varsavia.
Segna il suo primo gol con l'Arka Gdynia il 21 novembre 2009 nel pareggio fuori casa per 2-2 contro il Piast Gliwice.
Debutta con il KS Cracovia il 18 febbraio 2012 nel pareggio casalingo per 1-1 contro il Lechia Danzica.
Segna il primo gol con il KS Cracovia il 4 aprile 2012, in occasione della vittoria casalinga per 3-1 contro il Podbeskidzie Bielsko-Biała.
Il 29 giugno 2021 viene annunciato il suo passaggio a titolo definitivo allo Stal Mielec, con cui firma un contratto annuale.